# Gyökkritérium
A Cauchy-kritérium megadja a numerikus sor konvergenciájának pontos feltételét, azonban a gyakorlatban ritkán használható, mert nehéz ellenőrizni. Ezért szükség van egyszerűbben ellenőrizhető kritériumokra is.
Gyökkritérium: Ha van olyan 0<q < 1 szám, amelyre {\displaystyle {\sqrt[{n}]{|a_{n}|}}<q} teljesül minden elég nagy n esetén, akkor a {\displaystyle \sum _{n=1}^{\infty }a_{n}} sor abszolút konvergens, vagyis konvergens is, hiszen az abszolút konvergenciából következik a konvergencia.
Bizonyítás: A feltétel szerint {\displaystyle |a_{n}|<q^{n}} minden elég nagy n-re. Mivel a {\displaystyle \sum _{n=1}^{\infty }q^{n}} sor konvergens, ha 0<q < 1, így alkalmazható a majoráns kritérium és épp a bizonyítandó állítást kapjuk.